# Солдатский сон (альбом)
«Солда́тский сон» — пятый студийный альбом советского концептуального проекта «Коммунизм», записанный в марте 1989 года. Помимо основателей проекта (Летов, Рябинов, Судаков) в записи альбома участвовал гитарист Игорь Жевтун. Последний альбом «Коммунизма» с участием Олега Судакова, который покинул проект после записи данного альбома.
В основу «Солдатского сна» вошёл песенный материал из оригинального дембельского альбома: народно-армейские песни и стихи «на мелодии собственного сочинения» (в том числе знаменитых композиторов). Один из первых альбомов «Коммунизма», изданный на CD в 2000 году, а также на компакт-кассетах в 1997—1999 годах и на виниле в 2011-м. Переиздание на CD состоялось в 2014 году.

## О записи
В записи, кроме нас троих, участвовал Джефф Жевтун (гитара, вокал, консультации). Весь текстовой материал почерпнут из натурального дембельского альбома и без изменений напет на натуральные солдатские мелодии, а также — на мелодии собственного сочинения. Использованы фрагменты классических произведений и джазовых композиций. По нашему с Кузей мнению, это — одни из наиболее ярких, страшных и трагичных опусов нами созданных. Сразу же по окончании записи, по причине жгучего несогласия с творческой концепцией проекта, Манагер убеждённо сгинул.— Егор Летов, официальный сайт группы «Гражданская оборона»

## Уход Манагера
Сооснователь проекта Олег Судаков принимал участие лишь в первых пяти альбомах, затем покинул проект в 1989 году. В интервью 1992 года, взятом Ольгой Аксютиной для книги «Панк-вирус в России», Манагер сообщил, что покинул проект ещё раньше — после записи альбома «Родина слышит», мотивируя данный поступок тем, что группа потеряла изначальную концепцию, придуманную Судаковым, — идею «демифологизации, тотального разрушения [коммунистических] мифов». Судаков признался, что уже в третьем альбоме проекта концепция нарушилась, так как альбом «Веселящий газ» состоял полностью из песен авторства Летова и Рябинова, а не выдающихся поэтов-коммунистов, как это было в первых двух альбомах («На советской скорости» и «Сулейман Стальский»). Кроме того, Судаков высказался, что данный альбом создавался под влиянием «Дембельского альбома» группы «ДК». Сам Летов после записи альбома дал крайне уничижительную оценку альбома, поскольку он был вторичен по отношению к альбому «ДК». Именно тогда Манагер покинул проект, и «больше ноги его там не было», по его же словам.

## Список композиций
Слова и музыка всех песен — народно-армейские/Коммунизм.
| №                   | Название                      | Комментарий         | Длительность  |
| ------------------- | ----------------------------- | ------------------- | ------------- |
| 1.                  | «Серёжа»                      | [ коммент. 1 ]      | разная        |
| 2.                  | «Солдатский сон»              | —                   | разная        |
| 3.                  | «Тост о женщинах-физиках»     | [ коммент. 2 ]      | разная        |
| 4.                  | «С чего начинается армия?»    | [ коммент. 3 ]      | разная        |
| 5.                  | «Как сердце стонет и болит»   | [ коммент. 4 ]      | разная        |
| 6.                  | «Лебедь белая»                | —                   | разная        |
| 7.                  | «Дембеля»                     | —                   | разная        |
| 8.                  | «Два года»                    | [ коммент. 5 ]      | разная        |
| 9.                  | «Воспоминание»                | —                   | разная        |
| 10.                 | «Тост о юности»               | —                   | разная        |
| 11.                 | «Последнее письмо»            | [ коммент. 6 ]      | разная        |
| 12.                 | «Весна»                       | —                   | разная        |
| 13.                 | «Цыганская песня»             | —                   | разная        |
| 14.                 | «Голубые погоны»              | [ коммент. 7 ]      | разная        |
| 15.                 | «Новогодний тост»             | —                   | разная        |
| 16.                 | «Дождь»                       | [ коммент. 8 ]      | разная        |
| 17.                 | «Девушка»                     | —                   | разная        |
| 18.                 | «Память»                      | —                   | разная        |
| 19.                 | «Тост о сапогах»              | [ коммент. 9 ]      | разная        |
| 20.                 | «Тополиный пух»               | —                   | разная        |
| 21.                 | «Сирены вой»                  | [ коммент. 10 ]     | разная        |
| 22.                 | «Прощай, прощай, моя Татьяна» | [ коммент. 11 ]     | разная        |
| 23.                 | «Поезда»                      | —                   | разная        |
| 24.                 | «Никогда!»                    | —                   | разная        |
| Общая длительность: | Общая длительность:           | Общая длительность: | около 43 мин. |

- Всё записано 22 марта 1989 года в ГрОб-студии в Омске, кроме:
  - № 2 — 23 марта 1989 года.

| №                   | Название                                 | Длительность |
| ------------------- | ---------------------------------------- | ------------ |
| 25.                 | «Поезда (Альтернативная версия)»         | 2:32         |
| 26.                 | «ДМБ (Альтернативная версия)»            | 4:02         |
| 27.                 | «Воспоминание (Альтернативная версия)»   | 3:23         |
| 28.                 | «Солдатский сон (Альтернативная версия)» | 1:55         |
| Общая длительность: | Общая длительность:                      | 11:52        |

- ГрОб-студия, Омск:
  - № 25—26 записаны 22 декабря 1989 года.
  - № 27—28 записаны в начале 1990 года.

## Участники записи
Музыканты*
- Егор Летов — вокал, акустические и электрические гитары, барабан
- Кузьма Рябинов — вокал, акустические гитары
- Олег Судаков — вокал
- Игорь Жевтун — гитара и вокал в «Памяти»

Производство
- Егор Летов — продюсер, пересведение, реставрация, оформление, коммунизм-арт, фото*
- Наталья Чумакова — пересведение, реставрация, мастеринг, оформление*, LP-ремастеринг**
- Андрей Батура — оформление*
- Андрей Кудрявцев, Анна Волкова — фото*
  - Дмитрий Кожевников — фото**
- Кузьма Рябинов, Олег Судаков — коммунизм-арт*

* В соответствии с выходными данными 2011 года от Stanzmarke Records и 2014 года от «Выргорода».
** В соответствии с выходными данными 2011 года только от Stanzmarke Records.

## История релизов
| Страна                   | Дата            | Формат         | Лейбл                               | Каталог                           |
| ------------------------ | --------------- | -------------- | ----------------------------------- | --------------------------------- |
| Россия                   | 1997            | MC             | ХОР                                 | hmc-015                           |
| Россия                   | 1998            | MC             | ХОР                                 | hmc-019 hmc-015                   |
| Россия                   | 1999            | MC             | ХОР                                 | hmc-015                           |
| Россия                   | 2000            | CD (jewel box) | Moroz Records (совместно с «ХОРом») | MR99279 CD (основной), HCD-015    |
| Россия                   | 2000            | CD (jewel box) | Moroz Records (совместно с «ХОРом») | dMR 28399 CD (основной), HCD-015a |
| Россия                   | 20 октября 2014 | CD (digipak)   | Выргород                            | ВЫРГОРОД 116                      |
| Россия · (производство ) | 2011            | LP             | Stanzmarke Records                  | NER-126-LP-006                    |
| Украина                  | 1998            | MC             | Moon Records (совместно с «ХОРом»)  | hmc-019 hmc-015                   |

### Общие
1. ↑  Дополнительные лейблы смотреть в разделе «История релизов».
2. ↑  Согласно официальной альбомографии «ГрОб Records» на:
  - официальном сайте группы «Гражданская оборона» Архивная копия от 30 января 2012 на Wayback Machine
  - сайте «ГрОб-Хроники Архивная копия от 22 февраля 2021 на Wayback Machine»; журнал «Контр Культ Ур’а» (выпуск 1 Архивная копия от 24 февраля 2020 на Wayback Machine и 3 Архивная копия от 8 июля 2020 на Wayback Machine)
3. ↑  См. § О записи и § Участники записи.
4. ↑  Отсканированные листы того самого блокнота на виниловом издании «Солдатского сна» Архивная копия от 17 июля 2020 на Wayback Machine:
  - https://grob-hroniki.org/img/covers/vinyl/sr/ner-126-lp-006/ner-126-lp-006_03.jpg Архивная копия от 28 января 2021 на Wayback Machine
  - https://grob-hroniki.org/img/covers/vinyl/sr/ner-126-lp-006/ner-126-lp-006_04.jpg Архивная копия от 28 января 2021 на Wayback Machine
5. 1 2  CD-релиз был подготовлен «ХОРом» при поддержке Moroz Records в 1999 году (это можно узнать из задней обложки Архивная копия от 15 ноября 2019 на Wayback Machine), но издан только в 2000-м (ссылка).
6. 1 2  «На немецком лейбле „Stanzmarke Records“ изданы на виниле ограниченным тиражом альбомы Гражданской Обороны и Коммунизма». — Новость «Выргорода» от 19.08.2011 Архивная копия от 9 декабря 2021 на Wayback Machine
7. 1 2  Выргород продолжает издание полного собрания альбомов группы «Коммунизм». 20.10.2014. Дата обращения: 30 мая 2021. Архивировано 9 декабря 2021 года.
8. ↑  См. дату релиза на Discogs Архивная копия от 24 июня 2021 на Wayback Machine.
9. ↑  ГрОб-Хроники — ХОР, MC. Дата обращения: 4 апреля 2021. Архивировано 28 января 2021 года.
10. ↑  См. дату релиза на Discogs Архивная копия от 24 июня 2021 на Wayback Machine.
11. ↑  ГрОб-Хроники — ХОР, MC
12. ↑  См. дату релиза на Discogs Архивная копия от 24 июня 2021 на Wayback Machine.
13. ↑  ГрОб-Хроники — ХОР, MC. Дата обращения: 4 апреля 2021. Архивировано 28 января 2021 года.
14. ↑  ГрОб-Хроники — ХОР/Moroz Records, CD. Дата обращения: 4 апреля 2021. Архивировано 8 июля 2020 года.
15. ↑  ГрОб-Хроники — ХОР/Moroz Records, CD. Дата обращения: 4 апреля 2021. Архивировано 8 июля 2020 года.
16. ↑  1-й тираж (обложка с фиолетовым оттенком)
  - ГрОб-Хроники — Выргород, CD Архивная копия от 8 июля 2020 на Wayback Machine

2-й тираж (обложка с синим оттенком)
  - ГрОб-Хроники — Выргород, CD Архивная копия от 9 мая 2020 на Wayback Machine
17. ↑  Тестовый тираж
  - ГрОб-Хроники — Stanzmarke Records, LP Архивная копия от 28 января 2021 на Wayback Machine

Издание на чёрном виниле
  - ГрОб-Хроники — Stanzmarke Records, LP Архивная копия от 17 июля 2020 на Wayback Machine

Издание на красном виниле
  - ГрОб-Хроники — Stanzmarke Records, LP Архивная копия от 28 января 2021 на Wayback Machine
18. ↑  См. дату релиза на «ГрОб-Хрониках Архивная копия от 29 января 2021 на Wayback Machine».
19. ↑  ГрОб-Хроники — ХОР/Moon Records, MC. Дата обращения: 4 апреля 2021. Архивировано 29 января 2021 года.

### Рецензии
1. ↑  Ступников Денис. Коммунизм «Солдатский сон» (переиздание). km.ru (27 апреля 2015). Дата обращения: 2 февраля 2021. Архивировано 5 февраля 2021 года.
2. ↑  Мех Дмитрий. Коммунизм. «Солдатский Сон». reproduktor.net (9 сентября 2015). Дата обращения: 28 июня 2021. Архивировано 28 июня 2021 года.

### «Панк-вирус в России»
1. 1 2  Аксютина Ольга. Панк-вирус в России. Интервью с Олегом «Манагером» Судаковым. booksonline.com.ua (24 ноября 2013). Дата обращения: 1 февраля 2021. Архивировано 31 января 2021 года.
2. ↑  Аксютина Ольга. Панк-вирус в России. Интервью с Олегом «Манагером» Судаковым. booksonline.com.ua (24 ноября 2013). — «Конечно же, я знал ДК и с большим уважением отношусь к Жарикову <…> однако считаю, что скорее Егор был более подвержен влиянию ДК и вносил это в проект, хотя больше всего на нас (и на ДК) повлияла разная коммунистическая партия и окружающая нас действительность, батюшка Ленин и т. д.» Дата обращения: 8 февраля 2021. Архивировано 31 января 2021 года.
3. ↑  Аксютина Ольга. Панк-вирус в России. Интервью с Олегом «Манагером» Судаковым. booksonline.com.ua (24 ноября 2013). — «У нас возникли с Егором творческие (хе-хе) разногласия и тем более после записи «Солдатского Сна» со стороны Летова были крайне уничижительные оценки содеянного всей группой. Она [запись] называлась второсортной, второстепенной по отношению к ДК». Дата обращения: 8 февраля 2021. Архивировано 31 января 2021 года.

### Комментарии на диске (ВЫРГОРОД 116)
1. ↑  01. «Серёжа» — в качестве музыкальной подложки использован фрагмент композиции И. С. Баха «Фантазия соль мажор (BWV 572)» в исполнении органиста Гарри Гродберга с пластинки «И. С. Бах, органные произведения. Гарри Гродберг Архивная копия от 11 марта 2021 на Wayback Machine». Существует известная версия песни в исполнении Аркадия Северного, переработанная из есенинского стихотворения «Письмо матери».
2. ↑  03. «Тост о женщинах-физиках» — в качестве музыкальной подложки использован фрагмент трека «Down South Camp Meetin’» (музыка оркестора Флетчера Хендерсона) в исполнении Бенни Гудмэна. (исправлено)
3. ↑  04. «С чего начинается армия» — армейский вариант песни «С чего начинается Родина» (музыка В. Баснера, слова М. Матусовского из х/ф «Щит и меч» в исполнении М. Бернеса). (исправлено)
4. ↑  05. «Как сердце стонет и болит» — в качестве музыкальной подложки использован фрагмент композиции Антонио Вивальди «Концерт для оркестра соль минор, соч. 41 № 3 — Дрезденский» в исполнении Московского камерного оркестра с пластинки «А. Вивальди. Концерты».
5. ↑  08. «Два года» — в качестве музыкальной подложки использован фрагмент музыкальной пьесы С. Прокофьева «Петя и волк» в исполнении Государственного симфонического оркестра.
6. ↑  11. «Последнее письмо» — в качестве музыкальной подложки использован фрагмент композиции Марио Каррозо «Сладчайшая Лаура» в исполнении Ш. Каллоша с пластинки «Лютневая музыка эпохи Возрождения Архивная копия от 23 февраля 2021 на Wayback Machine». Исполняется на мотив песни «Песенка моего друга» (музыка О. Фельцмана, слова Л. Ошанина, исполняет М. Бернес).
7. ↑  14. «Голубые погоны» — в качестве музыкальной подложки использован фрагмент трека «At The Jazz Band Ball» (авторы музыки — La Rocca, Shields) в исполнении рэгтайм-бэнда Магси Спеньера[англ.].
8. ↑  16. «Дождь» — в качестве музыкальной подложки использован фрагмент трека Хулиана Аркаса «Болеро» в исполнении Льва Андронова с пластинки «Лев Андронов, гитара Архивная копия от 24 февраля 2021 на Wayback Machine».
9. ↑  19. «Тост о сапогах» — в качестве музыкальной подложки использован фрагмент трека Микиса Теодоракиса «Zorbas Dans» в исполнении Оркестра Франсиса Гойи с пластинки «Франсис Гойя, гитара». (исправлено)
10. ↑  21. «Сирены вой» — подробный комментарий см. http://grob-hroniki.org/texts/other/t_s/sireny_voj.html Архивная копия от 28 января 2021 на Wayback Machine. (исправлено)
11. ↑  22. «Прощай, прощай, моя Татьяна» — в качестве музыкальной подложки использован фрагмент композиции Рихарда Вагнера «Полёт Валькирий» из оперы «Валькирия» в исполнении Ленинградского филармонического оркестра. (исправлено)